# Krause Publications
Krause Publications — американське видавництво, що спеціалізується на виданнях про предмети колекціонування. Найвідоміше його видання — «Стандартний каталог монет світу», який часто називають просто «Catalog Krause» (Каталог Краузе).
Видавництво засноване 1952 року, коли його засновник Честер Краузе (Chester Krause) випустив перше видання Нумізматичних новин, які і сьогодні продовжують мати сильний вплив на нумізматів.
Двадцять років потому вийшов у світ «Стандартний каталог монет світу» на 800 сторінках. Згодом побачили світ ще понад 750 видань різної тематики.
Видавництво «Krause Publications» розташоване в м. Іола, штат Вісконсин. У липні 2002 року видавництво Krause було придбане холдингом «F + W Media».

## Найбільш популярні видання
- Standard Catalog of World Coins (Стандартний каталог монет світу)
- Unusual world coins (Незвичайні монети світу)
- Standard Catalog of World Paper Money (Стандартний каталог банкнот світу)
- Global Stamp Series (Глобальна серія марок)
- Standard Catalog of Firearms (Стандартний каталог стрілецької зброї)
- Antique Trader Antiques & Collectibles Price Guide (Ціновий гід старовинних речей і предметів колекціонування)
- Antique Trader Book collector's Price Guide (Ціновий гід старовинних книг)
- Standard guide to U. S. World War II tanks & artillery (Стандартний гід по танках і артилерії США часів Другої світової війни)